# Jean-Aimé LeRoy
Jean-Aimé „Acme“ LeRoy (* 5. Februar 1854 bei Bedford, Kentucky; † 9. August 1932 in New York) war ein US-amerikanischer Erfinder und vorgeblicher Pionier der Kinogeschichte. Er behauptete, am 5. Februar 1894, also über ein Jahr vor den Brüdern Lumière Filme vorgeführt zu haben. Damit wäre er der erste Anwender der Kinematografie.

## Leben
LeRoy stammte aus einer Lyoner Familie. Im Alter von 16 Jahren begann er in New York City beim berühmten Fotografen Thwaites an der Chambers Street 1 seine Fotografenlehre. LeRoy hatte mindestens eine persönliche Begegnung mit Louis Le Prince. An seinem 40. Geburtstag soll im Optikgeschäft von Herbert Riley an der Beekman Street 16, Manhattan, vor 20 bis 25 geladenen Gästen die besagte Filmvorführung stattgefunden haben. 1894 verband er sich mit Eugène Augustin Lauste zur Gründung der „Cinematograph Novelty Company“. Anfänglich zeigten die Unternehmer alles, was sie beschaffen konnten, von Kinetoscope-Streifen bis zu Lumière-Film-Kopien. 1928 erlitt er eine Apoplexie.
Über seine Projektoren gibt es nur spärliche Angaben. Ein erster Apparat, den er 1893 mit dem Mechaniker Henry Brower zusammen gebaut haben soll, zum größten Teil aus Holz, habe ein Reibradgetriebe für unperforierten Film besessen. Filme habe er bei Wordsworth Donisthorpe in England bezogen. Das am 3. Februar 1894 fertiggestellte Gerät aus Metall war eine Schlägerkonstruktion, der Marvellous Cinematograph.